# Liste der Bürgermeister der Stadt Norden
Die Liste der Bürgermeister der Stadt Norden reicht zurück bis in das 15. Jahrhundert.

## Heiliges Römisches Reich (bis 1806)
- 1497: Ubo Emen
- 1497, 1511, 1557: Hinrich Trit
- 1517, 1527, 1547: Egbert Tjaarda, Goldschmied und Großvater von Ubbo Emmius[3]
- 1527, 1533: Adolph Loringa
- 1528: Petrus Dichte
- 1538: Reinke Krumminga
- 1542: Rolf Lüchtingk
- 1559: Friedrich Hayen von Wicht
- 1560–1568: Wilhelm Gnapheus
- 1560: Georg (Jürgen) Swarte
- 1557–1568: Wilhelm Gnapheus
- 1568: Ludolf Hoppe
- 1575, 1591: Johann Kuhorn
- 1577, 1579: Betto Hinckena
- 1577, 1579: Christopher Hinrichs
- 1579, 1584: Johann Hillinck
- 1579, 1593: Albertus Gnapheus (Sohn von Wilhelm Gnapheus)
- 1583, 1593: Georg Spiekermann
- 1585: Bernharus Munsterus
- 1581, 1587: Hayo Loringa
- 1600–1606: Hayo Rykena
- 1600–1625: Otto Loringa
- 1600–1607: Reinholt Reiners
- 1603–1606: Sibrand von Petkum
- 1605–1607: Petrus Ficinus
- 1607–1616: Johannes Hermanni Kloppenburg
- 1611: Gerhardus Quade
- 1611–1619: Ehmo Loringa
- 1612–1621: Folpt Harringa
- 1616–1624: Ulben Hayunga
- 1620–1643: Erhard Lüppena
- 1622–1625: Quirinus von Kankebeer
- 1626–1639: Johannes Janssonius
- 1626–1634: Lic. Johann Volrad Kettler
- 1635–1652: Albertus Gnapheus
- 1639–1662: Hermannus Conerus
- 1643–1676: Jacobus Wermelskirchen
- 1652–1654: Gerhardus Aggen
- 1655–1665: Abbo Hayunga
- 1663–1687: Ludevicus Wenckebach
- 1665–1686: Hajo Rykena
- 1678–1689: Johann Friedrich Abelius
- 1686–1700: Johan Dietrich Kettler
- 1687–1705: Henrich Eberhard Hoyer
- 1689–1705: Reinder Henrich Stürenburg
- 1701–1706: Menhardus Johann Sassen
- 1705–1712: Boduin von Rambshausen
- 1705: Hillard Holen
- 1706–1722: Hinrich Holen
- 1707–1714: Ferdinand Anton Hast
- 1712–1724: Johann Laurenz Palms
- 1714–1724: Engelbert Kettler
- 1722–1727: Ludovicus Wenckebach
- 1724–1750: Ludovicus Wenckebach
- 1724–1755: Bernhardus Wilcken
- 1727–1749: Benno Adolph Westenburg
- 1749–1751: Hajo Lorenz Damm
- 1750–1761: Johann Rudolph Koch
- 1752–1792: Rudolph Ludwig Haas
- 1758–1778: Enno Ludwig Franzius
- 1763–1777: Thomas Hermann Wichmann Grems
- 1779–1791: Johann Hoppe
- 1782–1822: Enno Friedrich von Wicht
- 1791–1815: Anton Günther Carl von Glan
- 1797, 1807: Johann Georg Neupert

## Rheinbund, Deutscher Bund, Norddeutscher Bund (1806–1871)
- 1812, 1829: Conrad Biel
- 1814, 1818: Johann Hermann Schatteburg
- 1815–1853: Peter Friedrich Conerus
- 1853–1886: Johann Hillern Taaks

## Deutsches Kaiserreich (1871–1918)
- 1886–1919: Johannes Adalbert König

## Weimarer Republik (1919–1933)
- 1919–1921: Fritz Walther
- 1921–1929: Georg Bucksch
- 1929–1937: Albert Schöneberg

## Nationalsozialismus (1933–1945)
- 1938–1941: Kurt Eifrig
- 1942–1945: Wilhelm Meyer-Degering

## Alliierte Besatzung (1945–1949)
- 1945–1946: Albert Schöneberg
- 1946–1948: Johann Fischer (SPD)

## Bundesrepublik Deutschland (ab 1949)
- 1948–1956: Albert Schöneberg
- 1956–1959: Johann Fischer (SPD)
- 1959–1961: Hinrich Donner
- 1961–1964: Georg Rowehl-Rulffes (FDP)
- 1964–1971: Georg Peters (SPD)
- 1971–1988: Gerhard Campen (SPD)
- 1988–1998: Fritz Fuchs (SPD)
- 1998–2016: Barbara Schlag (ZoB)
- 2016–2021: Heiko Schmelzle (CDU)[4][5]
- seit 2021: Florian Eiben (SPD)[6]